# Иашвили, Лили Михайловна
Ли́ли Михайловна Иашви́ли (груз. ლილი მიხეილის ასული იაშვილი; 10 мая 1920, Тифлис, Грузинская ССР, ныне Тбилиси, Грузия — 1983, там же) — грузинский композитор и педагог. Народный артист Грузинской ССР (1981).

## Биография
В 1953 окончила Тбилисскую консерваторию по классу Ионы Туския (теория и композиция). С 1962 года преподавала композицию в третьей музыкальной школе, а с 1970 года — в Эстрадном училище в Тбилиси. Работала преимущественно в области детской и эстрадной музыки. Писала песни, музыку к спектаклям.

## Сочинения
- оперетта для детей «Башмаки Бабаджаны» («Коши Бабаджана») (1968, Тбилиси)
- оперетта для детей «Ирмиса» (1971, Тбилиси)
- оркестровая сюита (1954)
- соната для скрипки и фортепиано (1953)

## Награды
- 1966 — Заслуженный деятель искусств Грузинской ССР
- 1981 — Народная артистка Грузинской ССР